# 2006 en tennis
| Années du tennis : 2003 - 2004 - 2005 - 2006 - 2007 - 2008 - 2009    |
| Décennies du tennis : 1970 - 1980 - 1990 - 2000 - 2010 - 2020 - 2030 |

Cet article résume les faits marquants de l'année 2006 dans le monde du tennis.

## Décès
- 11 février : Ken Fletcher, 65 ans, joueur australien vainqueur de 12 tournois du Grand Chelem en double messieurs et double mixte
- 26 mai : Ted Schroeder, 84 ans, joueur américain, vainqueur du Championnat des États-Unis en 1942 et à Wimbledon en 1949
- 26 juillet : Robert Abdesselam, 86 ans, joueur de tennis et homme politique français, quart de finaliste à Roland-Garros en 1949
- 5 novembre : Hamilton Richardson, 73 ans, joueur américain